# ブリュセレンシス・ビアフェスティバル
ブリュセレンシス・ビアフェスティバル（蘭：Bruxellensis Le Festival des bières de caractère）はベルギーで2005年から開催されているビールのイベント。日本では2009年にデリリウムカフェとすがやが開催。

## ベルギーでのイベント
ベルギーではビールの小規模醸造所がビールの祭典として開催している。

## 日本でのイベント
日本ではベルギービールの直輸入を行うベル･オーブ、デリリウムカフェが主催するイベント。ブリュセレンシス･セレクションと呼ばれるベルギー現地でのブリュセレンシス・フェスティバルでも出店されている醸造所のビールを含む100種類以上のビールが試飲できる。
2010年～2012年まで横浜みなとビアガーデンにて開催。
2013年より池袋西口公園にて開催。